# Canal de Tailandia

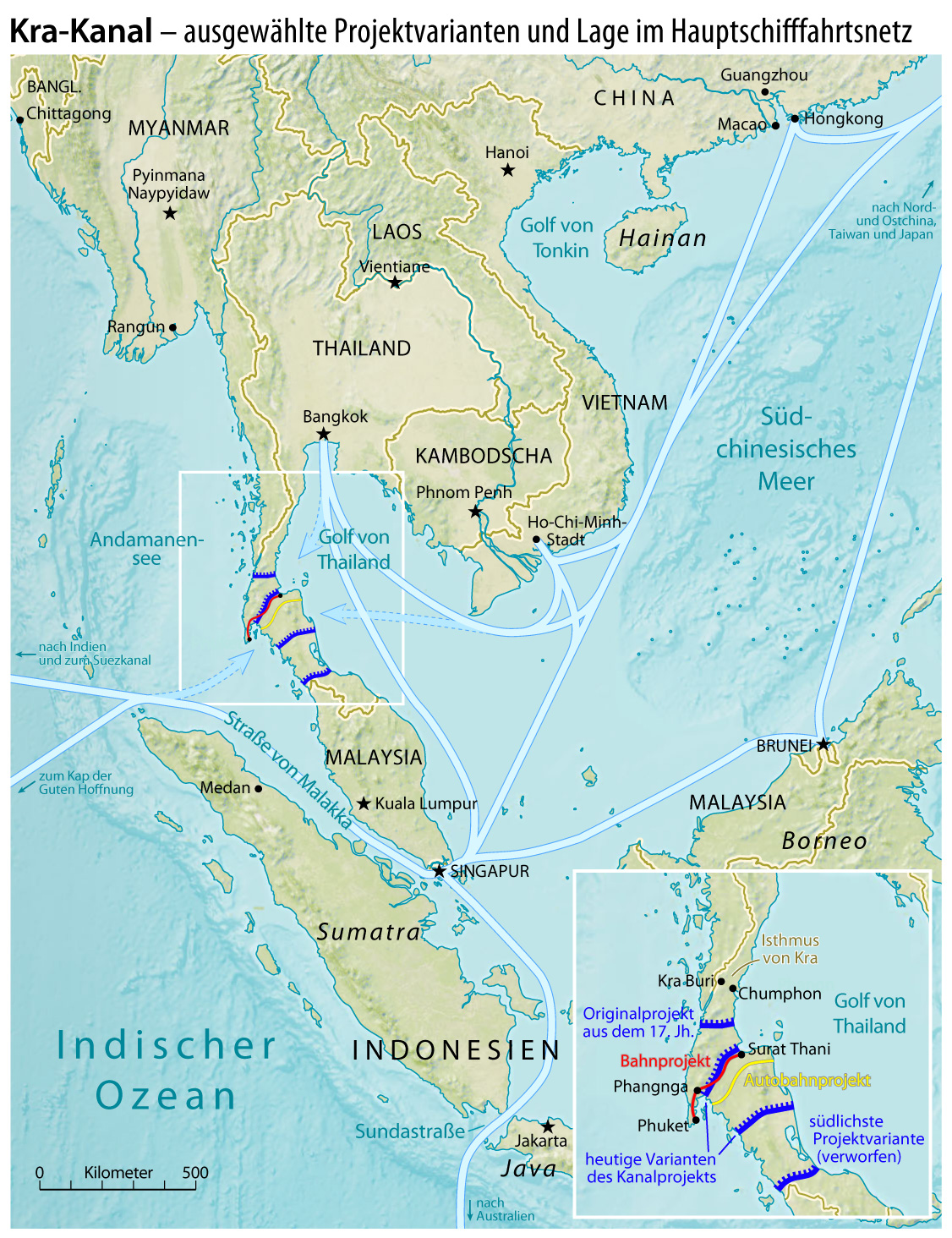
Propuestas de ubicación del canal de Tailandia

El canal de Tailandia (en tailandés: คลองไทย), también conocido como canal de Kra (คลองกระ) o canal del istmo de Kra (คลองคอคอดกระ), es una de las varias propuestas de canal de navegación que conectarían el golfo de Tailandia con el mar de Andamán a través del istmo de Kra, en el sur de Tailandia. Este canal reduciría considerablemente la duración de los viajes a través de rutas comerciales muy transitadas, pues ofrecería una alternativa al tránsito por el estrecho de Malaca y acortaría en 1200 km el tránsito de los envíos de petróleo a Japón y China desde la zona del golfo Pérsico. China se refiere a él como parte de su Ruta de la Seda marítima del siglo XXI. 
Las propuestas, a fecha de 2015 miden 102 kilómetros de largo, 400 metros de ancho y 25 metros de profundidad. Los planes de construcción de un canal se han debatido y explorado en varias ocasiones. Se han sopesado el coste, los problemas medioambientales y las inquietudes geopolíticas frente a los posibles beneficios económicos y estratégicos que reportaría.
En febrero de 2018, el primer ministro de Tailandia, Prayut Chan-o-cha, declaró que el canal no era una prioridad de su gobierno. Sin embargo, el 16 de enero de 2020, la Cámara de Representantes tailandesa acordó crear un comité en un plazo de 120 días para estudiar el proyecto.